# Salling Fondene
Salling Fondene består af to fonde: Købmand Herman Sallings Fond, der blev stiftet den 30. december 1964, og Købmand Ferdinand Sallings Mindefond, indstiftet den 18. september 1995. Begge fonde hører hjemme i Aarhus, hvorfra Salling-familien stammer fra. Fondene er opkaldt efter dagligvarekoncernen Salling Groups grundlægger, Herman Christian Salling (20. november 1919 – 8. maj 2006).

## Historie
Herman Christian Sallings far, Ferdinand Salling, oprettede i 1906 en manufakturforretning, som han senere sammen med Herman Salling udviklede til Salling Stormagasin, der i dag er en del af Salling Group.
I 1953 arvede Herman Salling sin fars virksomhed i Søndergade i Aarhus, og etablerede med udgangspunkt heri Jysk Supermarked i 1960. Samme år åbnede han det første Føtex supermarked i hjertet af Aarhus. I 1962 blev firmaet udvidet med stormagasinet Salling i Aalborg, i 1970 blev det første Bilka bygget i Tilst ved Aarhus – og i 1981 kom Netto til verden i København.
I 1964 gik Herman Salling i kompaniskab med skibsreder A.P. Møller. Det sikrede den nødvendige kapital til at fortsætte udviklingen inden for dagligvarehandel. Aftalen indebar også, at Mærsk indgik som passiv kapitalpartner, mens Herman Salling stod for ledelsen af selskabet. Det er baggrunden for, at virksomheden ændrede sit navn fra Jysk Supermarked til Dansk Supermarked, inden dagligvarekoncernen endnu en gang skiftede navn til det nuværende Salling Group.

## Kulturelle indsatser
Fondene har gennem årene ydet betydelige bidrag til kulturliv og byudvikling i og uden for Aarhusområdet:
- Udstillingerne Sculpture by the Sea
- Museet Den Gamle By i Aarhus
- Teatret Svalegangen
- Folkekirkens Nødhjælp
- Aarhus Teater
- KUNSTEN Museum of Modern Art Aalborg
- Team Danmark
- Diabetesforeningen
- Sankt Lukas Kirke
- Det historisk-arkæologiske museum Moesgård Museum
- Helligåndskirken
- ARoS Aarhus Kunstmuseum
- Musikhuset Aarhus
- De nye bynære havnearealer i Aarhus